# Batalla de Żarnów
La Batalla de Żarnów tuvo lugar el 16 de septiembre de 1655 en el municipio de Żarnów, Polonia, entre fuerzas de la República de las Dos Naciones al mando del rey Juan II Casimir y fuerzas del Imperio sueco comandadas por el rey Carlos X Gustavo. Resultando en victoria para las fuerzas suecas.

## Antecedentes
El ejército sueco había capturado Varsovia en julio de 1655, después de que la capital polaca fuese abandonada por el rey Juan II Casimiro. Poco después de la captura de la ciudad, los suecos comenzaron a perseguir a las tropas polacas, las cuales se habían retirado hacia el sur. El 9 de septiembre, cerca de Inowłódz, una unidad polaca comandada por Esteban Czarniecki atacó a la retaguardia sueca compuesta por 500 hombres bajo el comando de George Forgell. A pesar de que los polacos se las arreglaron para matar a 200 suecos, no pudieron detener el avance de los invasores hacia el sur.
El ejército sueco continuó su avance hacia el sur, capturando e incinerando las ciudades de Inowłódz, Drzewica y Odrzywół. El 12 de septiembre las fuerzas suecas impusieron sitio sobre la ciudad de Opoczno. La ciudad, carecía de fortificaciones modernas, y rápidamente capituló, siendo casi completamente destruida por los suecos. La región de Polonia Menor no había conocido tal barbarie desde la última invasion mongola a Polonia en el año 1287.
El mismo 12 de septiembre el grueso de las tropas suecas al mando del rey Carlos X Gustavo, dejaron Varsovia para dirigerse hacia el sur, y acabar de una vez por todas con las tropas del rey Juan Casimiro. Al enterarse de ello el rey Juan Casimiro, cuyas tropas se encontraban estacionadas en la ciudad de Wolborz, quiso retirarse hacia la ciudad polaca de Cracovia. Cosa con la que sus nobles no estuvieron de acuerdo, presionándolo para que opusiese resistencia de una vez por todas contra los suecos.
Finalmente el 15 de septiembre las tropas del rey Carlos X Gustavo, alcanzaron la localidad polaca de Żarnów, en donde les aguardaba el ejército polaco al mando del rey Juan Casimiro, quien finalmente había decidido presentar batalla.